# Erik Kettilsson (Puke)
Erik Kettilsson (Puke), död 1396, var en svensk riddare, riksråd och folkungasidans marsk under striderna mot Albrekt av Mecklenburg. Han var son till Kettil Ragvaldsson (Puke) och dennes till namnet okända hustru. 1396 blev Erik Kettilsson ihjälslagen i strid på Orust.

## Biografi
Erik Kettilsson omnämns första gången 1361 då han var väpnare och dubbades troligen till riddare 1365; han omnämns som riddare först 1367. Han var kung Håkan Magnussons råd 1370–1379. 
I oktober 1370 nämns han av Håkan Magnusson som marsk, då han och Ulf Jonsson (Aspenäsätten) beordrades att ingripa mot en Sven Basse och dennes kumpaner, som tillfångatagit kungens tjänare.
Han hade Värmland som långvarig förläning och innehade där borgarna Edsholmen och Amneholm vid Vänern. Han var en av de tio testamentsexekutorer som Bo Jonsson (Grip) själv utsåg i sitt testamente. 
År 1388 tillhörde Erik Kettilsson de missnöjda svenska stormän som på Dalaborgs fästning lovade anta drottning Margareta som regent i Sverige, med utvidgad makt och myndighet, om hon befriade dem från kung Albrekts och hans tyskars regemente. Han var sedan Margeretas officiella och lojale marsk.
Ännu 1395 kallas Erik Kettilsson marsk, då han senast kan beläggas i livet. Han var då bland löftesmännen i fredstraktaten på Lindholmens slott i Skåne om kung Albrekts frigivning och vid drottningens uppgörelse i Helsingborg med hanseaterna om deras övertagande av Stockholm från Albrekts anhängare.
Kettilsson dödades i början av 1396, enligt Vadstenadiariet i strid på Orust, och gravsattes i Vadstena kloster i september samma år tillsammans med en son och ett barnbarn.

## Familj
Han var gift med Ingrid Magnusdotter som kallades fränka av kung Håkan. Hans dotter Katarina var gift med väpnaren och skånske frälsemannen Axel Kettilsson (Krognos), som nämns efter hans död 1409.
Katarina och Axel Kettilssons Krognos dotter Cathrine Krognos blev i sitt gifte med Axel Pedersen (Tott) mor till några av de frejdade Axelsönerna.